# Johann Ludwig Friedrich Beck
Johann Ludwig Friedrich Beck (* 6. November 1779 in Pirmasens; † 22. März 1841 in Darmstadt) war ein deutscher Generalmajor.

## Leben

### Herkunft
Friedrich Beck wurde als Sohn des späteren Obristen und Kommandanten der Festung Gießen, Friedrich Franz Adolf Beck (1752–1813) und dessen Ehefrau Johanne Elisabeth, geb. Müller und Tochter vom Generalmajor Georg Bernhard Müller (1758–1796), geboren.

### Werdegang
Wie sein Vater entschied er sich für eine militärische Laufbahn und wurde 1794 Korporal im späteren Leib-Regiment der Hessen-kasselschen Armee. Bevor er 1821 als Oberstleutnant in das Kriegsministerium wechselte und dort Chef der 1. Sektion des Ministeriums wurde, war er Leutnant (1804) und Major (1817) bei der Truppe. 
1825 wurde er zum Oberst befördert und war von 1840 bis zu seinem Tod als Generalmajor und Chef der 1. Sektion tätig.
Er war bis 1840 u. a. mit dem Kommandeurkreuz II. Klasse des Ludewigs-Ordens und dem Goldenen Ehrenzeichen für 50-jährige Dienstzeit ausgezeichnet worden. Am 26. Dezember 1840 hatte er das Kommandeurkreuz I. Klasse des Ludewigs-Ordens erhalten.

### Familie
Am 24. Juni 1810 heiratete er in Gotha Caroline Henriette Auguste Stölzel (1791–1851). Aus der Ehe gingen der Sohn Friedrich Jacob Heinrich (1812–1857, Geheimer Ministerialsekretär im Kriegsministerium) und die Töchter Luise (1818–1877, ∞ Franz Theodor Waitz) und Therese Christiane Emilie (1821–1900, ∞ Adolph Heumann, Dr. med.) hervor.